# 이석 (1941년)
이석(李錫, 아명 (사실상 호적명) 이해석(李海錫), 미국 거주 시절 영어 이름은 폴 새뮤얼 해리슨 리(Paul Samuel Harrison Lee), 1941년 8월 30일 ~ )은 대한제국 황족의 후손으로 대한제국 고종의 둘째 황자였던 의친왕의 열번째 아들이다. 본관은 전주이며, 전라북도 전주 한옥마을 승광재(承光齋)에 거주, 전주대학교 사학과 객원교수로도 재직하였다.

## 생애

### 유년 시절을 비롯한 생애 초반
일제 강점기 한성부에서 태어났다. 서울창경초등학교를 거쳐 경동 중·고등학교를 나와 1960년 한국외국어대학교 서반아어학과에 입학했다. 1962년부터 노래를 부르기 시작했으며, 우연한 기회에 미국 제8군의 무대 가수 채용에 합격하여 노래를 부르게 되었다. 이듬해 무대를 옮겨 워커힐에서 영어로 사회를 보며 팝송을 불렀다. 그 뒤 가수로 데뷔하였다. 주변의 반대에도 가정 생계를 꾸리기 위해 가수로 데뷔하여 '비둘기 집' 등을 불렀으며 방송 출연 후 정규 음반 1집과 2집을 냈으며 《비둘기 집》, 《두 마음》, 《꽃집 아가씨》 등의 곡이 있다.

### 청년 시절과 그 이후

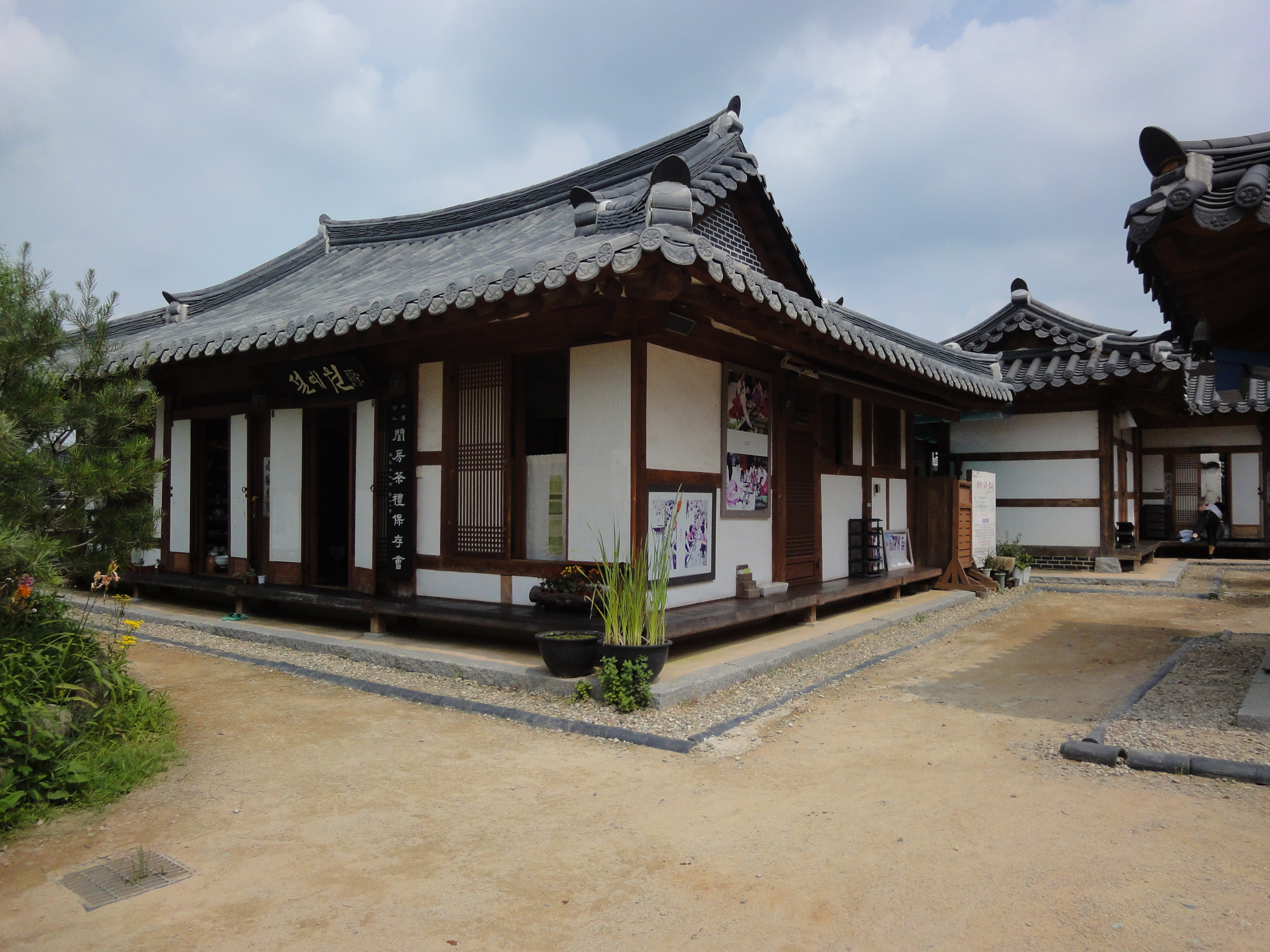
승광재

1963년에서 이듬해 1964년까지 한국독립당 문화예술행정기초특보위원을 지냈고 1964년 한국독립당 탈당 이후 1966년 군 입대, 이 때 베트남 전쟁에 대한민국 육군 사병으로 참전하여 베트남 현지에서 1967년 폭탄의 파편탄으로 어깨 부상을 한 이후 병원 치료 관련을 위하여 귀국하였다. 그 뒤 김병묵 미국 샌디에이고 한인회 회장의 초청을 받아 1979년 12월 9일 미국으로 이민을 가서 잔디깍이, 수영장 청소, 빌딩 청소, 수퍼마켓 경비 등의 일을 하다가 1989년 이방자 여사의 장례식 이후 귀국했다. 1998년에는 정암 김용환 前 자유민주연합 수석부총재의 입당 관련 제의를 받아 희망의한국신당 경기도 여주 지구당위원장에 임명되어 2000년 총선에 출마할 것을 선언하였으나 최종적으로 출마하지 않았다. 그 후로도 잠시 희망의한국신당 문화예술행정위원 직위에 있다가 2000년 6월에는 희망의한국신당에서 탈당한 이후 2000년 7월에서 2002년 6월까지 자유민주연합 문화예술행정특임위원 직위를 역임하다 이 와중 2002년 대한민국 제3회 지방 선거에 경기도 여주군 군수 자민련 후보 출마하였지만 낙선하였고 2002년 6월 23일을 기하여 자민련을 탈당하였으며 이후 2004년 10월에는 전라북도 전주시 한옥마을 승광재(承光齋)에 입주하였다. 2005년 이후 전주대학교 사학과에 객원교수로 출강을 해왔다.

## 드라마화
- 1995년 KBS 단막극 인간극장에서 이석의 삶을 다룬 4부작 드라마 <왕자의 노래>가 만들어졌는데 뮤지컬배우 박철호가 주인공 이석 역으로 나왔다[4].

## 방송
- 《생방송 행복드림 로또 6/45》 - 872회

## 학력
- 서울창경초등학교 졸업(1954년)
- 경동중학교 졸업(1957년)
- 경동고등학교 졸업(1960년)
- 한국외국어대학교 서반아어학과 학사(1973년)

## 가족 관계
- 조부: 대한제국 고종
- 조모: 후궁 귀인 장씨
  - 아버지: 의친왕
  - 어머니(법모): 의친왕비 김씨
    - 형: 모모야마 겐이치
    - 형: 이곤
      - 장조카: 이준 (의친왕가 종손, 의친왕기념사업회 회장)

    - 형: 이현
    - 형: 이갑
      - 조카: 이원 (영친왕가로 양자입적, 전주이씨대동종약원 황사손)

    - 남동생: 이환
    - 누나: 이해경
    - 누나: 이희자
    - 여동생: 이민

  - 생모: 홍정순(洪貞順)
    - 이석
      - 장녀: 이홍 (탤런트, 모델)
      - 차녀: 이진 (도예가)

    - 남동생: 이정
    - 여동생: 이해란
    - 여동생: 이해련

## 음반
- 1집 두마음-비둘기 집
- 2집 비둘기 집
- 3집 '아! 숭례문'

## 같이 보기
- 전주 한옥마을
- 승광재
- 경기전
- 전주대학교
- 사동궁
- 숭례문
- 의친왕
- 이홍
- 이해원
- 이원
- 김용환
- 비둘기 부대
- 베트남 전쟁
- 성락원
- 영친왕
- 국민은행